# Dofttaggsvamp
Dofttaggsvamp (Hydnellum suaveolens) är en svampart som först beskrevs av Giovanni Antonio Scopoli, och fick sitt nu gällande namn av Petter Adolf Karsten 1879. Dofttaggsvamp ingår i släktet korktaggsvampar och familjen Bankeraceae.  Arten är reproducerande i Sverige. Inga underarter finns listade i Catalogue of Life.
Dofttaggsvampen kan användas till färgning av ullfibrer och kan ge blå nyanser vid rätt PH-värde. 